# Jacopo di Michele
Jacopo di Michele dit il Gera est un peintre italien qui fut actif à Pise au cours de la seconde moitié du XIVe siècle.

## Biographie
Disciple de Francesco Neri da Volterra, il représente l'un des représentants  tardifs de l'école siennoise influencée par Simone Martini et Fra Filippo Lippi.

## Œuvres
- Madonne con santi, Musée national San Matteo, Pise,
- Madonna col Bambino, Pinacothèque communale, Volterra
- Madonna di MonteneroSantuario della Madonna delle Grazie, Livourne,
- Fragments de polyptyque, (1387), église de l'Annunciata, Palerme.

## Sources
- (it) Cet article est partiellement ou en totalité issu de l’article de Wikipédia en italien intitulé « Jacopo di Michele » (voir la liste des auteurs).

## liens externes
- (it)« Jacopo di Michele », sur Treccani.it